# Karl Kaltenbach
Karl Kaltenbach (Berlin, 1882. június 15. – Berlin, 1950. április 22.) az 1906-os nem hivatalos olimpiai játékokon aranyérmet nyert német kötélhúzó, nehézatléta.
Az 1906. évi nyári olimpiai játékokon indult kötélhúzásban. Ebben a számban aranyérmes lett a német csapattal.
Indult még 5 atlétikai számban: súlylökésben, kődobásban, diszkoszvetésben, gerelyhajításban, és ötpróbában. Az atlétikai számok egyikében sem szerzett érmet.